# Pinhal Interior Norte
O Pinhal Interior Norte foi uma sub-região estatística portuguesa NUTS III, parte da região do Centro (Região das Beiras) e dividida entre o Distrito de Coimbra , Distrito de Leiria e o Distrito de Santarém.
Existiu com este nome entre 1989 e 2013, tendo sido criada pela separação em duas partes da NUTS III designada por Pinhal Interior, criada em 1986. Foi desmembrada em 2013 passando os seus concelhos a fazer parte das entidades municipais NUTS III  Região de Coimbra (9) e Região de Leiria (5).
Limitava a norte com o Dão-Lafões, a leste com a Serra da Estrela e a Cova da Beira, a sul com o Pinhal Interior Sul e o Médio Tejo e a oeste com o Pinhal Litoral e o Baixo Mondego. Tinha uma área de 2617 km² e uma população de 131 371 habitantes (censos de 2011).
Compreendia 14 concelhos:
- Alvaiázere (Região de Leiria)[2]
- Ansião (Região de Leiria)[2]
- Arganil (Região de Coimbra)[2]
- Castanheira de Pera (Região de Leiria)[2]
- Figueiró dos Vinhos  (Região de Leiria)[2]
- Góis (Região de Coimbra)[2]
- Lousã (Região de Coimbra)[2]
- Miranda do Corvo (Região de Coimbra)[2]
- Oliveira do Hospital (Região de Coimbra)[2]
- Pampilhosa da Serra (Região de Coimbra)[2]
- Pedrógão Grande (Região de Leiria)[2]
- Penela (Região de Coimbra)[2]
- Tábua (Região de Coimbra)[2]
- Vila Nova de Poiares (Região de Coimbra)[2]

Só existia uma cidade nesta região estatística: Oliveira do Hospital.